# Tessa, la nymphe au cœur fidèle (film, 1943)
Pour les articles homonymes, voir Tessa, la nymphe au cœur fidèle.
Pour plus de détails, voir Fiche technique et Distribution.
Tessa, la nymphe au cœur fidèle (The Constant Nymph) est un film américain réalisé par Edmund Goulding, sorti en 1943.
Le film est une adaptation du roman de Margaret Kennedy, Tessa, la nymphe au cœur fidèle (The Constant Nymph, 1924).

## Synopsis
Le compositeur Lewis Dodd rend visite à son ami Sanger, un vieux musicien. Ce dernier est le père de quatre filles qui font fête au nouveau venu. Si Antonia doit se marier avec Fritz Bercovi, les trois autres mènent une vie romanesque, imprégnée des paysages de la région. La plus jeune, Tessa, qui souffre d'une maladie de cœur, se sent vite attirée par Dodd, malgré la différence d'âge. Celui-ci s'amuse de ses sentiments. À la mort de Sanger, il décide de placer les trois jeunes filles dans un pensionnat. Entre-temps, il épouse une de leurs cousines Florence Creighton. Malheureuses dans leur nouvelle existence, Tessa et sa sœur Paula s'enfuient de leur institution…

## Fiche technique
- Titre : Tessa, la nymphe au cœur fidèle
- Titre original : The Constant Nymph
- Réalisation : Edmund Goulding
- Scénario : Kathryn Scola d'après le roman de Margaret Kennedy et la pièce de Basil Dean
- Production : Henry Blanke et Hal B. Wallis
- Société de production : Warner Bros. Pictures
- Musique : Erich Wolfgang Korngold
- Photographie : Tony Gaudio
- Montage : David Weisbart
- Direction artistique et décors : Carl Jules Weyl
- Création des costumes : Orry-Kelly (robes)
- Pays d'origine :  États-Unis
- Langue :; Anglais
- Format : Noir et blanc — 35 mm — 1,37:1 — Son : Mono (RCA Sound System)
- Genre : Film dramatique, Film romantique
- Durée : 112 minutes
- Dates de sortie : 
  - États-Unis : 23 juin 1943 (New York)
  - France : 4 juin 1947

## Distribution
- Charles Boyer : Lewis Dodd
- Joan Fontaine : Tessa Sanger
- Brenda Marshall : Toni Sanger
- Alexis Smith : Florence Creighton
- Charles Coburn : Charles Churchill
- Dame May Whitty : Lady Longborough
- Peter Lorre : Fritz Bercovi
- Jean Muir : Kate Sanger
- Joyce Reynolds : Paula Sanger
- Eduardo Ciannelli : Roberto
- Montagu Love : Albert Sanger
- Janine Crispin : Marie
- Doris Lloyd : Miss Hamilton
- Joan Blair : Lina Kamaroff
- Crauford Kent : Thorpe
- Richard Ryen : Trigorin
- Marcel Dalio : Georges

## Distinctions
- Nomination à l'Oscar de la Meilleure Actrice pour Joan Fontaine